# Philharmonia Hungarica

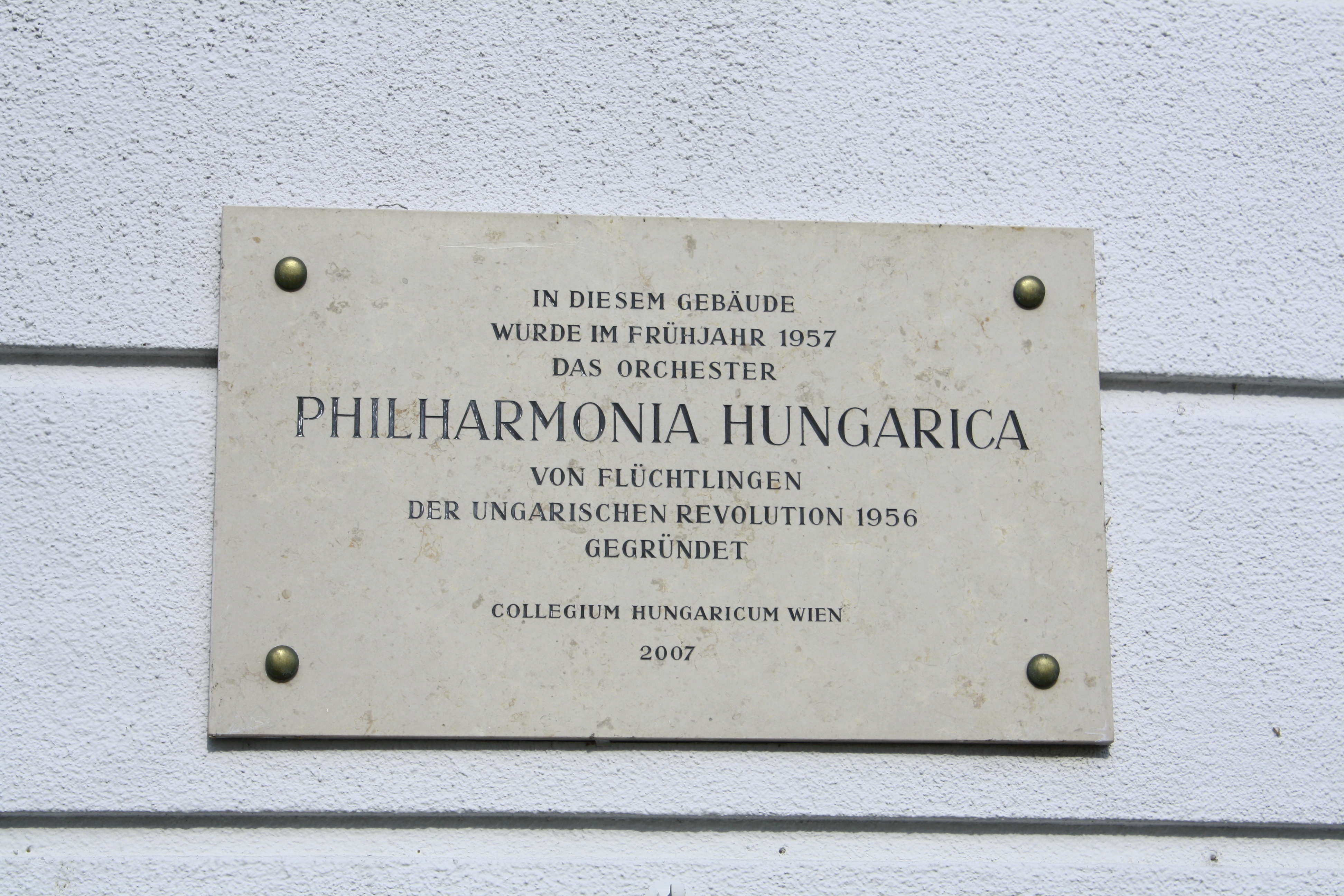
Gedenktafel am Hotel Esplanade in Baden bei Wien

Die Philharmonia Hungarica (Ungarische Philharmonie) war ein Orchester aus Marl (Ruhrgebiet), das 1956 von vor der Niederschlagung des Ungarischen Volksaufstands geflohenen Musikern im Hotel Esplanade in Baden bei Wien gegründet wurde. Gründungsmitglied und erster Chefdirigent des Orchesters war Zoltán Rozsnyai, ein ehemaliger Leiter des Ungarischen Nationalorchesters. Später verlegte das Orchester seinen Sitz nach Deutschland und wurde von der Bundesrepublik Deutschland subventioniert.
Durch das Engagement von Rozsnyai sowie des Ehrenpräsidenten Antal Doráti wurde die Philharmonia Hungarica bald zu einem bekannten Orchester in Deutschland, insbesondere durch die Einspielung sämtlicher 104 Sinfonien von Joseph Haydn für Decca unter Antal Doráti, aufgenommen in den Jahren 1969 bis 1972. Im September 1975 zeichnete das Orchester Jon Lords Sarabande, ein Album der modernen Klassik, unter der Leitung von Eberhard Schoener auf.
Mit der politischen Wende war der ursprüngliche Daseinszweck erfüllt, die künstlerische Qualität ging nachweislich spürbar zurück und die Einstellung öffentlicher Förderung Ende 2000 bedeutete das Aus für den Klangkörper mit ca. 70 Mitgliedern. Im März und April 2001 gab das Orchester Abschiedskonzerte. Im Oktober 2001 würdigte die Europäische Kulturstiftung die Verdienste des Orchesters als Botschafter für die Völkerverständigung mit dem Europäischen Kulturpreis. Letzte Konzerte fanden 2004 statt. Die Namensrechte des Orchesters werden mittlerweile anderweitig genutzt. 
Prominente Chefdirigenten waren zuletzt Yehudi Menuhin (ab 1990) und Justus Frantz (ab 1997). Am 23. Oktober 2006 gab in Marl die Neue Philharmonia Hungarica, die sich teilweise aus Musikern des ehemaligen Orchesters zusammensetzt, unter Leitung von Alois Springer ein Jubiläumskonzert zum 50. Jahrestag des Ungarnaufstandes und der Gründung des ehemaligen Orchesters.